# Hajime, Pt. 3
| Оценки критиков | Оценки критиков |
| Источник        | Оценка          |
| --------------- | --------------- |
| InterMedia      | [ 1 ]           |

Hajime, Pt. 3 — четвёртый студийный альбом хип-хоп-дуэта Miyagi & Эндшпиль, выпущенный 20 июля 2018 года.

## Описание
После девяти месяцев перерыва Азамат и Сослан (настоящие имена артистов) анонсировали выход Hajime, Pt. 3, завершающий трилогию Hajime. 9 июля 2018 года. 13 июля 2018 года был выпущен промоутер-сингл грядущего альбома «Дама».
Релиз альбома состоялся 20 июля 2018 года на цифровых платформах Apple Music, iTunes, BOOM, Яндекс.Музыка. В альбом вошли такие композиции, как «Фея», «Fire Man» и «Колизей», также присутствуют совместные треки с Рем Диггой и TumaniYO. В Apple Music и iTunes. Hajime, Pt. 3 занимал 1 место в альбомном чарте больше месяца после его релиза.
30 июля 2018 года вышел бонус-сингл к альбому «In Love», совместно с KADI.
Презентация альбома состоялась 5 октября 2018 года в клубе A2.

## Список композиций
| №   | Название                          | Длительность |
| --- | --------------------------------- | ------------ |
| 1.  | «Колизей»                         | 4:27         |
| 2.  | «Дама»                            | 3:34         |
| 3.  | «Я хочу любить»                   | 3:48         |
| 4.  | «Фея»                             | 3:45         |
| 5.  | «Fire Man»                        | 3:37         |
| 6.  | «Don't Cry» (feat. Рем Дигга)     | 3:42         |
| 7.  | «Fuck the Money» (feat. TumaniYO) | 4:11         |
| 8.  | «Look at the Scars»               | 3:47         |
| 9.  | «Listen to Your Heart»            | 3:24         |
| 10. | «In Love (bonus)» (feat. KADI)    | 3:15         |